# Grupa z Dombes
Grupa z Dombes – nieformalna grupa teologów katolickich i protestanckich języka francuskiego, zbierająca od 1937 na wspólnej modlitwie i prowadząca dialog ekumeniczny, bez zabiegania o urzędowe upoważnienie władz kościelnych.
Jej celem jest działanie na rzecz ekumenizmu w płaszczyźnie duchowej, doktrynalnej i pastoralnej. Jest inicjatywą prywatną bez formalnych związków z którymkolwiek z Kościołów chrześcijańskich, ale jej dokumenty cieszą się sporym zainteresowaniem także wśród kościelnych gremiów oficjalnych.

## Historia

### Początki
Pomysłodawcą inicjatywy był katolicki ksiądz Paul Couturier, który w 1937 doprowadził do pierwszego spotkania teologów katolickich i protestanckich w klasztorze trapistów Notre-Dame des Dombes koło Lyonu, a następnie kolejnych w 1938 (w Erlenbach), 1939 (Dombes) i 1942 (Erlenbach). Te spotkania pozwoliły ustabilizować bliższe kontakty ekumeniczne i doprowadziły we wrześniu 1942 do powstania Grupy z Dombes, której pracami kierowała czteroosobowa grupa (Jean de Saussure, Jacques de Senarclens, Maurice Villain, Paul Couturier), a członkami zostali m.in. Roger Schütz, Max Thurian, Henri de Lubac, Victor Carlhian. Od 1946 grupa spotykała się raz w roku, poza opactwem w Dombes, także w Taizé, Grandchamp i Presinge. Wśród poruszanych tematów były Tradycja, Kościół, proroctwo, mariologia, teologia sakramentów w ujęciu pastoralnym, relacje Kościoła i państwa. Do śmierci Paula Couturiera w 1953 spotkania opierały się na studiach porównawczych, w ramach których przedstawiciele poszczególnych denominacji przedstawiali własne stanowiska, unikając jednak postawy apologetycznej lub polemicznej.

### Lata 1954–1964
Spotkania od tego okresu gromadziły od 30 do 40 uczestników. Stronie katolickiej przewodził Maurice Villain, protestanckiej – Jean de Saussure, którego po 1958 zastąpił Henry Bruston. Grupa poszukiwała nowego sposobu prowadzenia dialogu, co pozwoliło jej przejść od podejścia ściśle komparystycznego do prób wspólnego dla wszystkich uczestników opisu poszczególnych kwestii teologicznych. W latach 1956–1962 grupa przygotowywała wewnętrzne dokumenty, w których przedstawiono wspólne rozumienie niektórych kwestii związanych z grzechem pierworodnym (1956), Kościołem (1957), Kościołem jako Ciałem Chrystusa (1958), władzy pastoralnej w Kościele (1959), kwestii apostolstwa Kościoła (1960), kapłaństwu i posługach w Kościele (1961) oraz kapłaństwie Chrystusowym i jego urzeczywistnieniu w kapłańskiej aktywności Kościoła (1962). Spotkanie w 1963 poświęcono podsumowaniu dotychczasowej działalności, w 1964 rozmawiano natomiast o Duchu Świętym i jego działaniu w Kościele.

### Lata 1965–1979
Po Soborze Watykańskim II Grupa z Dombes początkowo przygotowywała w dalszym ciągu wewnętrzne dokumenty, poświęcone kolejno nauczaniu o Duchu Świętym (1965), interkomunii (1967), sukcesji apostolskiej (1968), relacji Kościoła i Ducha Świętego (1969) i Kościołowi jako wspólnocie świętych (1970). Następnie zmieniła metodę swoich prac, decydując się na publikację wyników dialogu, wierząc, że stanie się to impulsem do przemiany w poszczególnych kościołach, tak, aby teologiczne porozumienie pociągało za sobą konsekwencje pastoralne. Jej kolejnymi pracami były Vers une même foi eucharistique? (1972), Pour une réconciliation des ministères (1973), Le ministere épiscopal (1976) i L’Esprit Saint, l’Eglise et les Sacrements (1979).
W latach 1965–1970 spotkania odbywały się na zmianę w opactwie Les Dombes i Taizé, następnie (aż do 1998) wyłącznie w Les Dombes. Maurice Villain był katolickim współprzewodniczącym grupy do 1973, następnie zastąpił go Joseph de Baciocchi, po śmierci Henry Brustona w 1974 protestanckim współprzewodniczącym został Louis Lévrier, którego wkrótce zastąpił Alain Blancy.

### Okres od 1980
Kolejnymi dokumentami Grupy z Dombes były Ministere de communion dans l’eglise universelle (1986), Pour la conversion des Églises (1991) i Marie dans le dessein de Dieu et la communion des saints (1997-1998). Prace to były związane z badaniami historycznymi nad doktryną Kościoła i istniejącymi na przestrzeni dziejów interpretacjami tej doktryny. Następnie Grupa opublikowała kolejno: w 2005 „Un seul Maître”. L’autorité doctrinale dans l’Église, w 2011 „Vous donc, priez ainsi”. Le Notre Père, itinéraire pour la conversion des Églises, w 2014 Communion et conversion des Églises
Do 1998 spotkania odbywały się w opactwie Les Dombes, następnie w benedyktyńskim opactwie Les Pradines. W latach 80. nowym współprzewodniczącym katolickim został Maurice Jourjon. W 1998 zastąpił go Bruno Chenu, w 2003 zastąpił go Bernard Sesboüé, w 2006 zastąpił go Jean-François Chiron. Współprzewodniczącym protestanckim został w 2000 Jean Tartier (do 2014), następnie zastąpił go Jacques-Noël Pérès.